# Lars-Olof Mattsson
Lars-Olof Mattsson (Köla, 13 novembre 1954) è un allenatore di calcio svedese, allenatore dell'Oddevold.

## Carriera
Mattsson allenò l'Oddevold dal 1990 al 1991. Fu poi tecnico del Degerfors nel 1993. Dal 1994 al 1995 guidò i norvegesi del Fredrikstad: in questa squadra, a gennaio 1995, licenziò sorprendentemente uno dei calciatori più rappresentativi del club, Per Egil Ahlsen, giudicando inadeguate le sue capacità atletiche. Terminata questa esperienza tornò in Svezia, al Ljungskile.
Fu poi commissario tecnico della Svezia Under-21, guidandola all'europeo di categoria del 1998. In seguitò allenò il Västra Frölunda, per poi tornare in Norvegia per diventare il tecnico del Moss. Nel 2005, fu allenatore del Tønsberg. Tornò poi in patria, ancora al Ljungskile nel 2006 e al Trollhättan dal 2007 al 2010.
A gennaio 2011, diventò commissario tecnico della Sierra Leone, raggiungendo un accordo per guidare la Nazionale per una sola partita, contro il Niger. Successivamente, però, la collaborazione fu prolungata. Ad aprile 2011, il contratto fu prolungato nuovamente, stavolta fino al termine delle qualificazioni alla Coppa delle nazioni africane 2012. Mattsson fu nominato commissario tecnico dal Ministro dello Sport locale, ma non venne riconosciuto dalla federazione sierraleonese. Per questo, fu necessario organizzare una riunione, al termine della quale le parti in causa raggiunsero un accordo e Mattsson fu riconosciuto ufficialmente come commissario tecnico. A maggio 2012, firmò un contratto a tempo pieno. Il 28 marzo 2013, manifestò la volontà di abbandonare il suo incarico di commissario tecnico, per prendersi una pausa dal mondo del calcio. Inizialmente, la Sierra Leone negò le dimissioni di Mattson, ma poi nominò Johnny McKinstry come suo sostituto. Nel 2014, tornò all'Oddevold.

## Palmarès

### Allenatore

#### Competizioni nazionali
- Coppa di Svezia: 1

Degerfors: 1993